# دعوت به شام
دعوت به شام فیلمی به کارگردانی و نویسندگی داوود موثقی ساختهٔ سال ۱۳۷۹ است.

## خلاصه داستان
هما یگانه، خبرنگاری که به طور اتفاقی شاهد سرقت از یک فرش فروشی است، از سردسته دزدها عکس می‌گیرد…

## بازیگران
- یوسف مرادیان
- نگار فروزنده
- یارتا یاران
- محمود پاک‌نیت
- پرویز بزرگی
- مهدی میامی
- محمد برسوزیان
- علی برجسته
- شهلا ریاحی
- فرشید نوابی
- مهران احمدی